# Flaggen
Flaggen var staben till en flaggman (amiral). I svenska flottan benämning på chefen för kustflottans stab under perioden 1904–1998.
Flaggens stabschef bär titeln flaggkapten. Sektionscheferna benämns flaggadjutanter. Amiralens personlige adjutant har befattningen flagglöjtnant. Flaggens stabsfartyg kallas flaggskepp.
Uttrycket flaggen härstammar från amiralens befälstecken, vilket har samma form och färg som en örlogsflagga.